# Bossiaea peduncularis
Bossiaea peduncularis är en ärtväxtart som beskrevs av Porphir Kiril Nicolai Stepanowitsch Turczaninow. Bossiaea peduncularis ingår i släktet Bossiaea och familjen ärtväxter. Inga underarter finns listade i Catalogue of Life.